# Кубок Китаю з футболу 2016
Кубок Китаю з футболу 2016 — 26-й розіграш головного кубкового футбольного турніру у Китаї. Титул володаря кубка здобув Гуанчжоу Евергранд.

## Календар
| Раунд                 | Дата                            | Матчі | Клуби   |
| --------------------- | ------------------------------- | ----- | ------- |
| Кваліфікаційний раунд | 8-10 січня 2016                 | 24    | 72 → 64 |
| Перший раунд          | 19-27 березня 2016              | 16    | 64 → 48 |
| Другий раунд          | 12-14 квітня 2016               | 16    | 48 → 32 |
| Третій раунд          | 10-12 травня 2016               | 16    | 32 → 16 |
| Четвертий раунд       | 28-30 червня 2016               | 8     | 16 → 8  |
| 1/4 фіналу            | 12/14-26/28 липня 2016          | 8     | 8 → 4   |
| Півфінали             | 16/18 серпня-20/22 вересня 2016 | 4     | 4 → 2   |
| Фінал                 | 20/27 листопада 2016            | 2     | 2 → 1   |

## Третій раунд
| Команда 1                          | Рахунок       | Команда 2             |
| ---------------------------------- | ------------- | --------------------- |
| 10 травня 2016                     |               |                       |
| Хайнань Боїн Сімен (3)             | 1:1 пен. 3:4  | Гуанчжоу R&F          |
| Шанхай Цзядін Сіті Дівелопмент (А) | 0:1           | Хебей Чайна Форчун    |
| 11 травня 2016                     |               |                       |
| Гуанчжоу Хаосінь (А)               | 1:7           | Тяньцзинь Теда        |
| Ухань Хунсін Байжунь (А)           | -:+*          | Цзянсу Сунін          |
| Ліцзян Цзяюньхао (3)               | 1:1 пен. 5:4  | Яньбянь Фуде          |
| Бейцзін Женьхе (2)                 | 0:1           | Сицзячжуан Евер Брайт |
| Далянь Їфан (2)                    | 2:2 пен. 2:4  | Хенань Цзяньє         |
| Ченду Цяньбао (3)                  | 1:3           | Ляонін Хувін          |
| Бейцзин Ентерпрайзис Груп (2)      | 0:1           | Шанхай СІПГ           |
| Мейчжоу Хакка (2)                  | 0:3           | Шаньдун Лунен         |
| Тяньцзінь Цюаньцзянь (2)           | 4:0           | Чунцін Ліфань         |
| Шанхай Шеньсінь (2)                | 0:0 пен. 10:9 | Чанчунь Ятай          |
| Хух-Хото Чжун'ю (2)                | 0:2           | Гуанчжоу Евергранд    |
| Сіньцзян Тяньшань Леопард (2)      | 0:3           | Бейцзін Гоань         |
| Шанхай Шеньхуа                     | 5:0           | Ціндао Чжуннен (2)    |
| 12 травня 2016                     |               |                       |
| Далянь Боян (А)                    | 0:1           | Ханчжоу Грінтаун      |

* - команді Ухань Хунсін Байжунь була зарахована технічна поразка. Після гола, забитого командою Цзянсу Сунін на 7-й компенсованій хвилині до другого тайму гравці, тренери та персонал команди суперника розпочали бійку, у якій постраждали гравці та тренери команди гостей, а також журналісти, оператори. Команду господарів оштрафували на 200000 юанів і заборонили всі майбутні матчів, які будуть організовані Футбольною асоціацією Китаю. Шість гравців і два співробітники Ухань Хунсін Байжунь отримали довічну заборону від футболу, чотири гравці Ухань Хунсін Байжунь отримали 36-місячну заборону від футболу і десять гравців Ухань Хунсін Байжунь отримали 24-місячну заборону від футболу.

## Четвертий раунд
| Команда 1                | Рахунок | Команда 2             |
| ------------------------ | ------- | --------------------- |
| 28 червня 2016           |         |                       |
| Тяньцзинь Теда           | 0:3     | Гуанчжоу Евергранд    |
| Шанхай Шеньсінь (2)      | 0:3     | Цзянсу Сунін          |
| Хенань Цзяньє            | 6:1     | Ліцзян Цзяюньхао (3)  |
| 29 червня 2016           |         |                       |
| Гуанчжоу R&F             | 1:0     | Шанхай СІПГ           |
| Хебей Чайна Форчун       | 3:2     | Сицзячжуан Евер Брайт |
| Ханчжоу Грінтаун         | 1:3     | Бейцзін Гоань         |
| Шанхай Шеньхуа           | 1:0     | Шаньдун Лунен         |
| Тяньцзінь Цюаньцзянь (2) | 3:1     | Ляонін Хувін          |

## 1/4 фіналу
| Команда 1          | Заг. | Команда 2                | 1-й матч | 2-й матч |
| ------------------ | ---- | ------------------------ | -------- | -------- |
| 13/26 липня 2016   |      |                          |          |          |
| Гуанчжоу Евергранд | 4:2  | Бейцзін Гоань            | 2:1      | 2:1      |
| 13/27 липня 2016   |      |                          |          |          |
| Гуанчжоу R&F       | 5:1  | Хебей Чайна Форчун       | 3:0      | 2:1      |
| Шанхай Шеньхуа     | 5:0  | Тяньцзінь Цюаньцзянь (2) | 4:0      | 1:0      |
| Хенань Цзяньє      | 3:4  | Цзянсу Сунін             | 2:1      | 1:3 дч   |

## 1/2 фіналу
| Команда 1                 | Заг. | Команда 2    | 1-й матч | 2-й матч |
| ------------------------- | ---- | ------------ | -------- | -------- |
| 17 серпня/21 вересня 2016 |      |              |          |          |
| Гуанчжоу Евергранд        | 5:3  | Гуанчжоу R&F | 2:2      | 3:1      |
| Шанхай Шеньхуа            | 2:4  | Цзянсу Сунін | 2:3      | 0:1      |

## Фінал
| Команда 1            | Заг.    | Команда 2    | 1-й матч | 2-й матч |
| -------------------- | ------- | ------------ | -------- | -------- |
| 20/27 листопада 2016 |         |              |          |          |
| Гуанчжоу Евергранд   | 3:3 (ч) | Цзянсу Сунін | 1:1      | 2:2      |

### Перший матч
| 20 листопада 2016 13:35 (EEST) |

| Гуанчжоу Евергранд | 1:1      | Цзянсу Сунін |
| ------------------ | -------- | ------------ |
| Гуларт 9'          | Протокол | Тейшейра 64' |

| Стадіон «Тяньхе», Гуанчжоу Глядачів: 48 562 Арбітр: Хуан Єцзюнь |

### Повторний матч
| 27 листопада 2016 13:00 (EEST) |

| Цзянсу Сунін                   | 2:2      | Гуанчжоу Евергранд |
| ------------------------------ | -------- | ------------------ |
| Паулінью 45+2' Хуан Бовень 81' | Протокол | Мартінес 7', 73'   |

| Центр олімпійських видів спорту, Нанкін Глядачів: 58 331 Арбітр: Джансен Фу (Сінгапур) |